# Borowikowiec tęgoskórowy

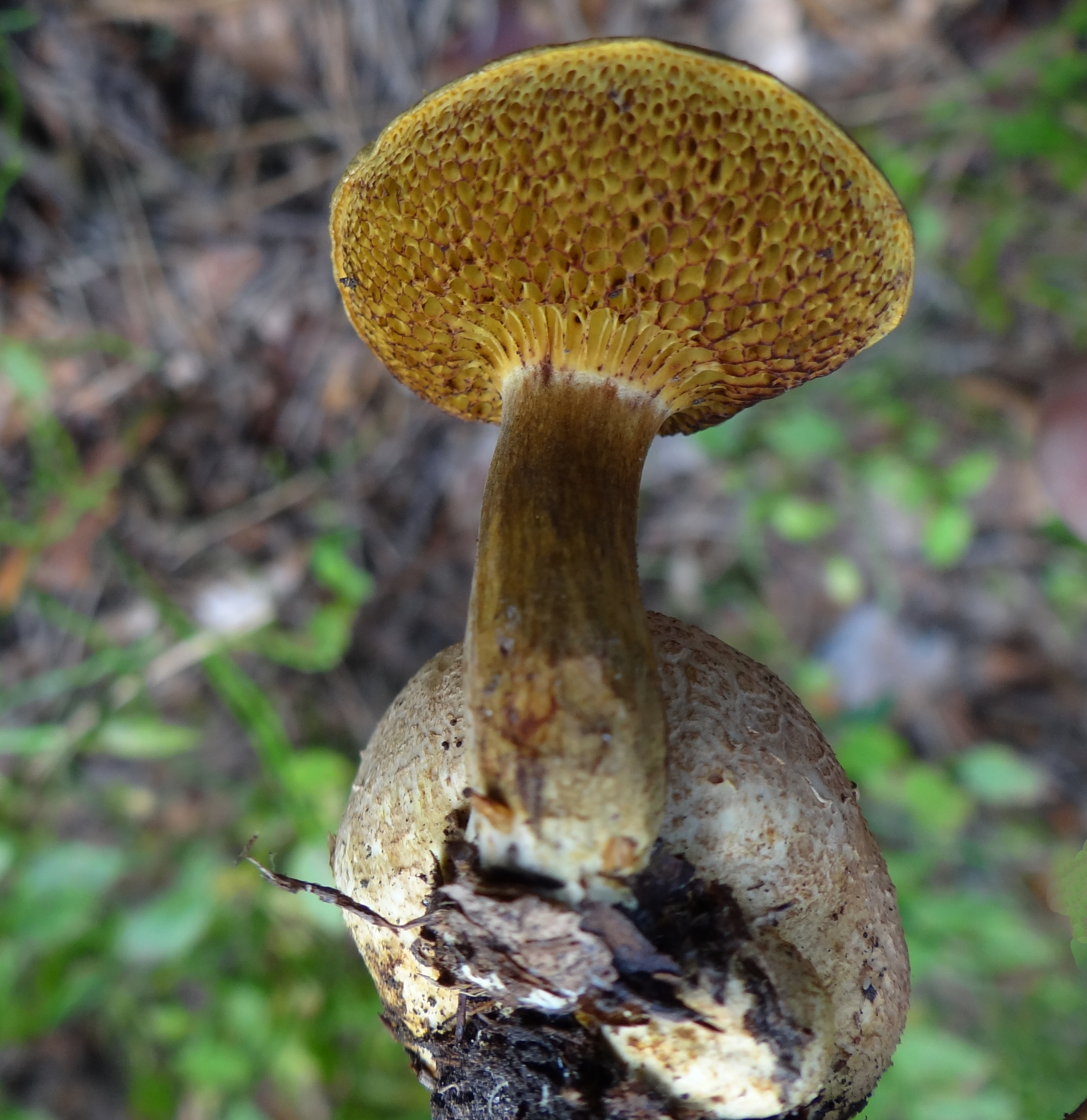

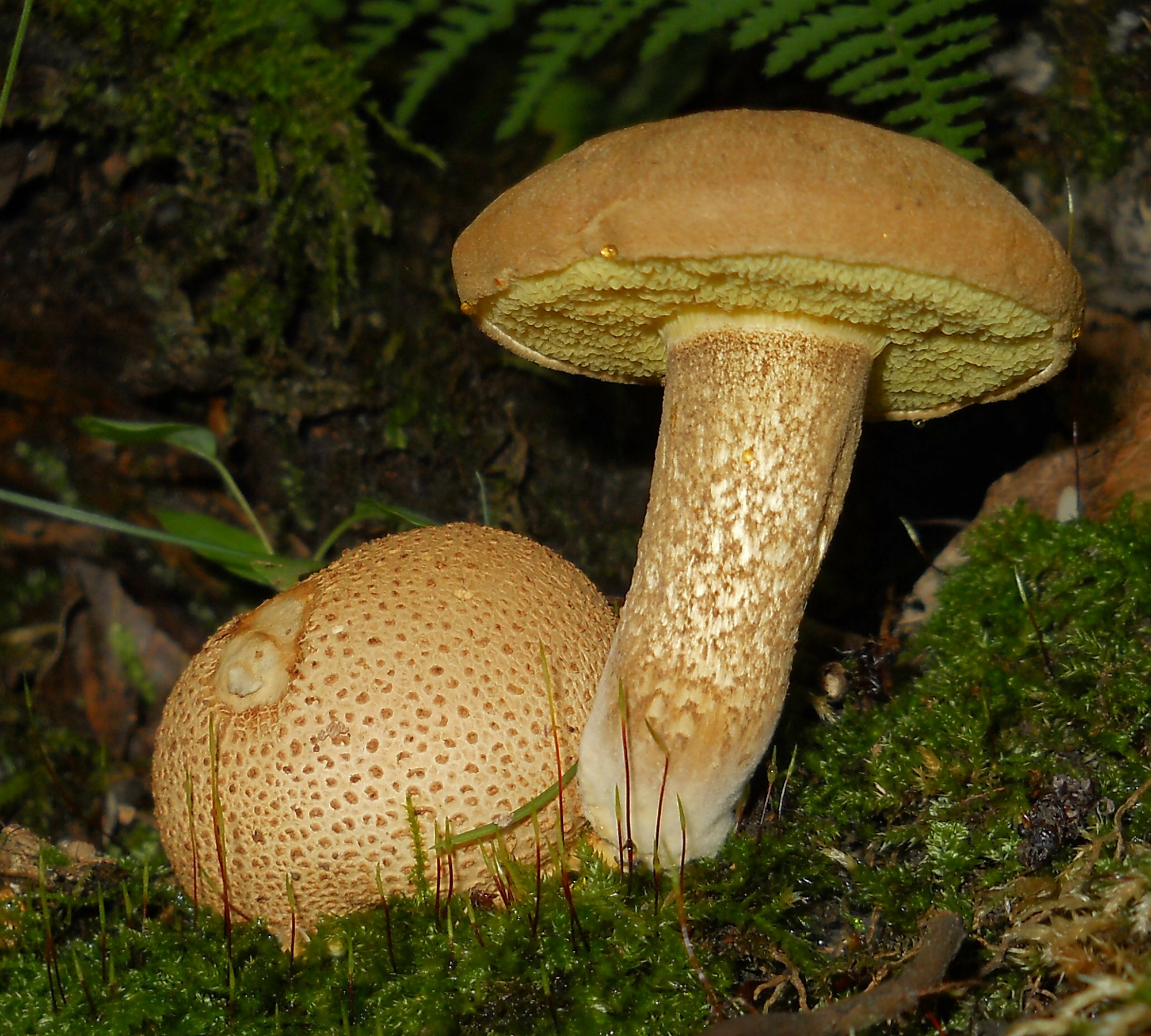

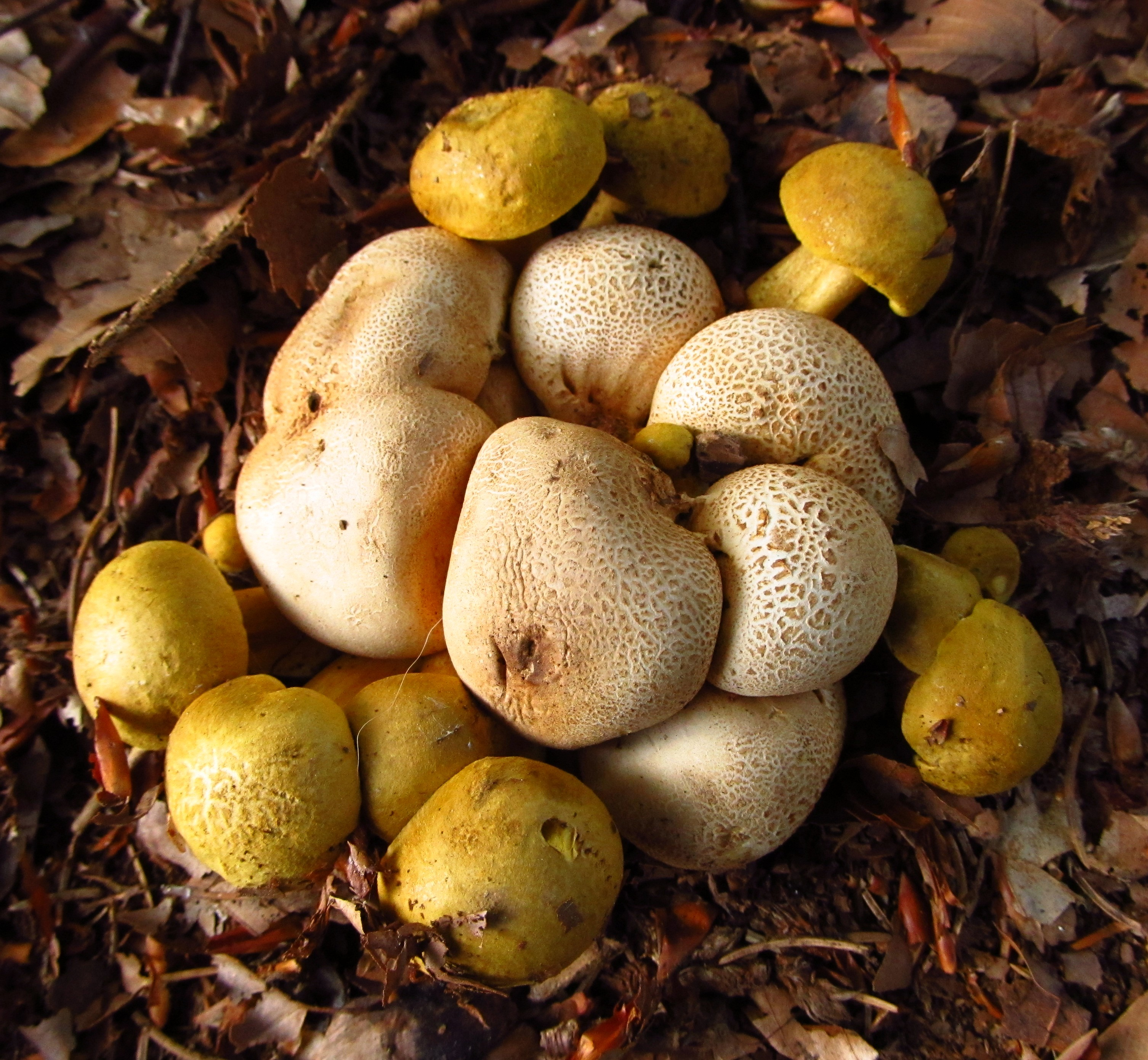

Borowikowiec tęgoskórowy, podgrzybek tęgoskórowy (Pseudoboletus parasiticus (Bull.) Šutara) – gatunek grzybów z rodziny borowikowatych (Boletaceae).

## Systematyka i nazewnictwo
Pozycja w klasyfikacji według Index Fungorum: Pseudoboletus, Boletaceae, Boletales, Agaricomycetidae, Agaricomycetes, Agaricomycotina, Basidiomycota, Fungi.
Po raz pierwszy takson ten zdiagnozował w roku 1790 Jean Baptiste François Pierre Bulliard nadając mu nazwę Boletus parasiticus. Obecną, uznaną przez Index Fungorum nazwę nadał mu w roku 1991 Josef Šutara, przenosząc go do rodzaju Pseudoboletus.
Niektóre synonimy:
- Boletus parasiticus Bull. 1790
- Ceriomyces parasiticus (Bull.) Murrill 1909
- Versipellis parasitica (Bull.) Quél. 1886
- Xerocomus parasiticus (Bull.) Quél. 1888[2].

Alina Skirgiełło w 1960 r. podała polską nazwę podgrzybek pasożytniczy, będącą tłumaczeniem nazwy łacińskiej. Władysław Wojewoda w 2003 r. zaproponował nazwę podgrzybek tęgoskórowy, dokładniej charakteryzującą ten gatunek. Obydwoje opierali się na klasyfikacji zaliczającej ten gatunek do rodzaju Xerocomus (podgrzybek). Jednak według aktualnych ustaleń taksonomicznych Index Fungorum należy on do rodzaju Pseudoboletus, tak więc obydwie polskie nazwy są niespójne z nazwą naukową. W 2015 Piotr T. Zaniewski, Ewa Truszkowska i Andrzej Szczepkowski zaproponowali nazwę „borowikowiec tęgoskórowy”, którą następnie (w 2021) zarekomendowała Komisja ds. Polskiego Nazewnictwa Grzybów Polskiego Towarzystwa Mykologicznego.

## Morfologia
Kapelusz
Średnicy od 2 do 6 cm. Początkowo półkolisty, później poduchowaty, na koniec spłaszczony. Powierzchnia w kolorze od brudnożółtego przez zielonawoochrowy do oliwkowobrązowego, sucha, zamszowata, popękana niekiedy na drobne poletka (szczególnie podczas suchej pogody).
Rurki
Przyrośnięte lub lekko zbiegające, kanciaste, za młodu żółte, później brązowooliwkowe lub brązowożółte.
Trzon
Wysokość 3–7 cm długi, grubość 0,4–2 cm. Pełny, żółty do żółtobrązowego lub oliwkowy, w dole zwężony i zwykle mocno wygięty. Ma włókienkowatą strukturę.
Miąższ
Żółtawy, nad rurkami cytrynowożółty, w dolnej części trzonu brunatnawy, na przekroju nieznacznie błękitnieje. Smak łagodny, zapach grzybowy.
Wysyp zarodników
Ciemnooliwkowy. Zarodniki owalno-wrzecionowate, bladożółte do miodowożółtych, o średnicy 12–18 × 4,5–6 µm.
Gatunki podobn
Grzybem podobnie wyglądającym jest tzw. podgrzybek zajączek (Boletus subtomentosus), jednak osobliwe miejsce występowania podgrzybka pasożytniczego właściwie wyklucza pomyłkę.

## Występowanie i siedlisko
Opisano występowanie tego gatunku tylko we wschodniej części Ameryki Północnej i w Europie. W Polsce do 2020 r. w literaturze mykologicznej podano jego występowanie na około 150 stanowiskach. W opracowaniu Czerwona lista roślin i grzybów Polski jest umieszczony w grupie gatunków rzadkich (kategoria zagrożenia R). Znajduje się na czerwonych listach gatunków zagrożonych także w Belgii, Danii, Słowacji, Litwie, Niemczech.
Rośnie jako pasożyt na owocnikach tęgoskóra cytrynowego (Scleroderma citrinum). Z jednego owocnika tęgoskóra wyrasta 1–5 owocników tego podgrzybka. Występuje w różnego typu lasach liściastych, czasami także poza lasami, tylko na kwaśnych glebach torfowych i piaszczystych.
W Polsce w latach 1983–2014 podlegał ochronie ścisłej, od 2014 r. jest objęty ochroną częściową grzybów.

## Znaczenie
Filatelistyka
Poczta Polska wyemitowała 30 czerwca 1980 r. znaczek pocztowy przedstawiający borowikowca tęgoskórowego, opisanego jako podgrzybek pasożytniczy Xerocomos parasiticus, o nominale 2 zł, w serii Grzyby niejadalne pod ochroną. Wydrukowano 9 800 000 szt., techniką rotograwiury, na papierze kredowym. Autorem projektu znaczka był prof. Alojzy Balcerzak. Cała seria pozostawała w obiegu do 31 grudnia 1994 roku.